# Slochterbrug
De Slochterbrug (Amsterdam: Brug 045P; Provincie Noord-Holland: 25E11) is een stelsel van vaste bruggen in Amsterdam-Noord. De brug ligt in de Provinciale weg 247, daar waar de Nieuwe Leeuwarderweg overgaat in Slochterweg. Het is de plaats waar de weg de ringsloot van de Buikslotermeer oversteekt.
Er ligt hier al eeuwen een brug. Joan Blaeu tekende al een brug op deze plek op zijn kaart uit rond 1663. De brug is vernoemd naar de watergang Het Slochter dat ook al op die kaart is te zien. Het Slochter werd later onderdeel van het Noordhollands Kanaal. De weg maakt deel uit van de aloude Zesstedenweg. De brug keert vanaf de tijd van Blaeu dan ook steeds terug op kaarten, zoals bijvoorbeeld op een kaart van begin 19e uitgegeven door de voorganger van Rijkswaterstaat, zo ook op de kaarten van de gemeenten Buiksloot en Nieuwendijk van omstreeks 1870.
Gedurende de jaren is de brug steeds aangepast aan de steeds wijzigende verkeerstromen op de Nieuwe Leeuwarderweg en haar omgeving. Zo was de Slochterbrug in 1937 het eindpunt van het eerste stuk snelweg (geen voetgangers en fietsers meer toegestaan) tussen Amsterdam en Leeuwarden. Die weg zou later deel uitmaken van de Europese Weg 10 (route IJtunnel – Leeuwarden), voordat alle Europese wegen omgenummerd werden. Die snelweg werd later overschaduwd door Rijksweg 7, deel van Europese weg 22, die westelijker kwam te liggen en daardoor werd de Nieuwe Leeuwarderweg/Slochterweg gedegradeerd tot provinciale weg.
Nabij de brug lag een van de Posten van Krayenhoff (Oude Stelling van Amsterdam).
Het dorp Sappemeer kent ook een Slochterbrug; ze overspant het Winschoterdiep in een weg richting Slochteren.

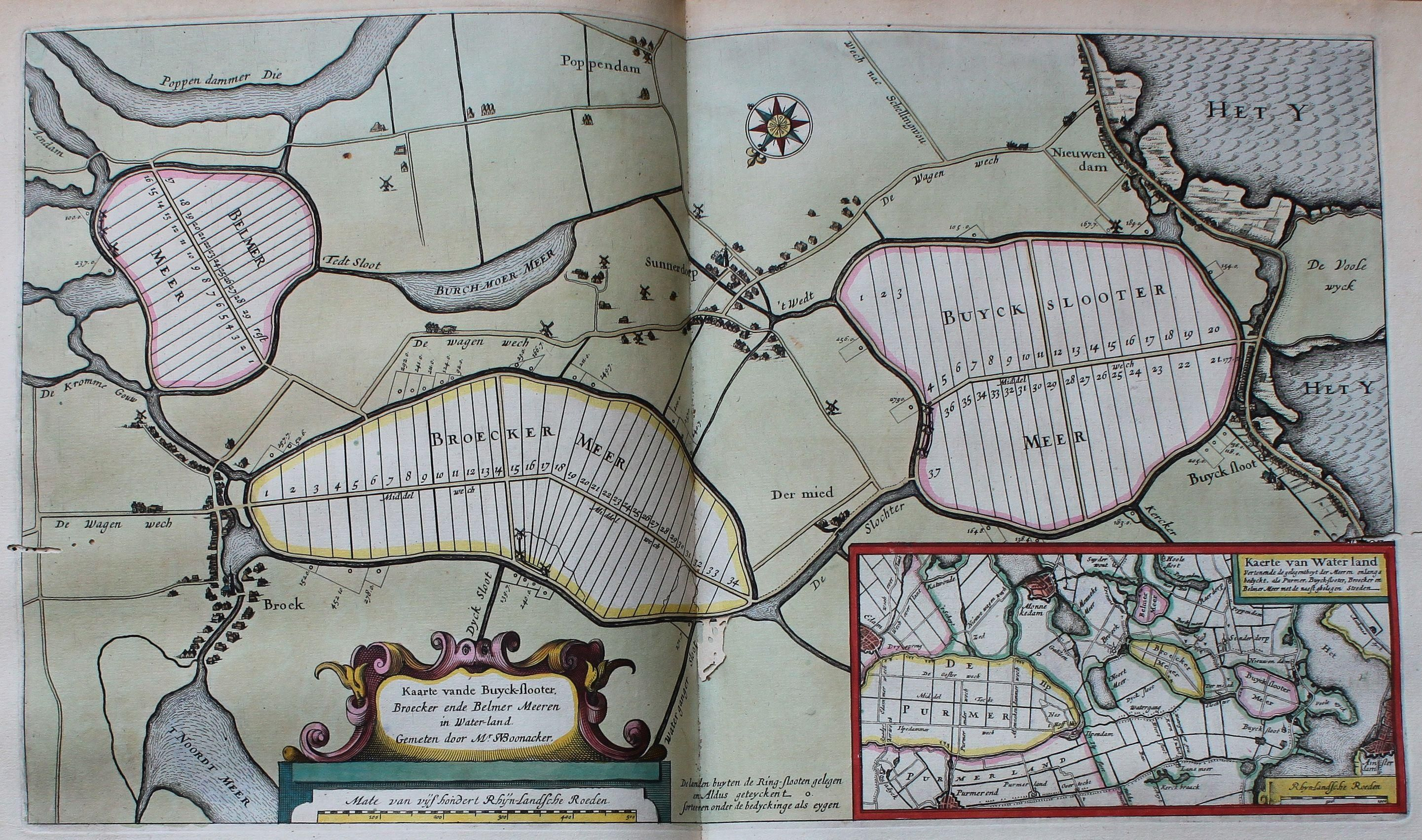
Slochterbrug links boven rood kader

Rechtsonder de Slochterbrug op een kaart van Rijkswaterstaat van tussen 1800-1825